# Pollux (berg)
Pollux (Italiaans: Punta Polluce) is een 4092 meter hoge top in het bergmassief van de Monte Rosa op de grens van Italië en Zwitserland.
De berg is goed zichtbaar vanuit het Zwitserse Zermatt waar deze meteen herkenbaar is door de nabij iets hogere tweelingtop Castor (4226 m). Pollux ligt ten westen van de Castor en ten oosten van de Breithorn (4164 m).
Hoewel Pollux zo'n 130 meter lager is dan Castor is de top minder gemakkelijk te beklimmen. De klassieke route naar de top voert vanaf de Monte Rosahut (2795 m) via de Zwillingsgletscher. In verband met de vele gletsjerspleten is het af te raden de tocht alleen te maken. De tocht kan aanmerkelijk verkort worden door in Zermatt gebruik te maken van de kabelbaan naar Klein Matterhorn.
Pollux werd in 1864 voor het eerst beklommen door Peter Taugwalder senior en Jules Jacot.